# Camp meeting

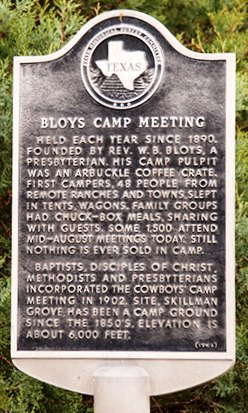
Panneau historique sur le site de Camp Meeting de Bloys (comté Jeff Davis, Texas)

Un camp meeting est une forme de rassemblement chrétien pouvant durer plusieurs jours, souvent une semaine complète, où s’enchaînent des services religieux, du chant choral, des moments de prière et, le plus souvent des manifestations de type charismatique. Ils trouvent leur origine au XIXe siècle dans un far-west américain encore peu fourni en églises et en pasteurs, avant de s’exporter en Angleterre. Un phénomène voisin, qui a sans doute inspiré les premiers "camps meetings" américains, s’était produit en Écosse presbytérienne dès le XVIIIe siècle, sous l’influence de la pauvreté et du manque de pasteurs sous le nom de "foires saintes" (holy fairs) ou "périodes de communion" (communion season), puisqu’on y célébrait ce qui pouvait être la seule sainte cène de l’année.
Cette pratique a été l’un des vecteurs majeurs du Réveil, un vaste mouvement d’évangélisation lancé dans la deuxième moitié du XIXe siècle par les prédicateurs méthodistes dont le succès entraîna directement la création des mouvements pentecôtistes et de renouveau charismatique ; et par émulation chez les autres protestants, le même type de rassemblement a été organisé dans les mouvements évangéliques et baptistes. L’ambiance particulière, parfois très exaltée, de ces rassemblements donnait lieu à de nombreuses conversions.

## Histoire
En 1805, le prédicateur méthodiste Nathan Bangs a tenu un Camp Meeting à Hay Bay (Napanee), Canada .

### Les camp meetings méthodistes anglais
Le premier camp meeting anglais se tint le 31 mai 1807 à Mow Cop sous l'influence de l'Américain Lorenzo Dow. Hugh Bourne, William Clowes et Daniel Shoebotham comprennent que cela peut à la fois répondre aux demandes de certains méthodistes qui trouvent que leurs réunions de prière sont devenues trop courtes et permettre de lutter contre l'immoralité qui gagne leur région de l'est de l'Angleterre, notamment autour de Stoke-on-Trent, alors que l'on s'y enrichit fortement en raison de la Révolution industrielle.
L’Église méthodiste anglaise, se refusant à accueillir des réunions de type « camp meetings », finit par expulser Hugh Bourne qui fonda finalement en 1811 une nouvelle organisation baptisée Église méthodiste primitive (en). Dans l'intervalle 1807-1811, pas moins de 17 camp meetings furent tenus.
Les camp meetings méthodistes anglais comportaient traditionnellement un temps de prière et une prédication sur des textes bibliques. Cette insistance sur la Bible les démarque des camp meetings américains plus spiritualistes et charismatiques.

### Les camp meetings américains

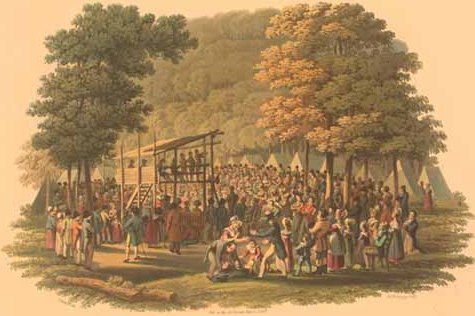
Camp Meeting méthodiste en 1819 (Gravure d’époque conservée à la Bibliothèque du Congrès américain).

Après la Guerre de sécession (1861-1865), les camps meetings se développèrent sous l’influence du très populaire mouvement de sanctification, qui tint son premier camp meeting avec un grand succès à Vineland, New Jersey en 1867. Plusieurs autres rassemblements se développèrent les années suivantes, s'étendant à tous les États-Unis et dans les mouvements évangéliques et baptistes. Leur succès considérable s'explique en partie par les conditions précaires de vie dans l'ouest américain et par l’absence de structures ecclésiales adéquates. Les participants et leur famille convergeaient vers les sites des camp meeting où ils passaient plusieurs jours en prière et en louange, une à deux fois par an.

## Composante musicale
Les camp meetings ont popularisé la tradition d’un chant d’assemblée élaboré mais spontané, comportant parfois de l’improvisation. Les cantiques, jusque-là surtout tirés des psaumes mis à la mode par les traductions du XVIe siècle, en furent profondément renouvelés tant au plan des paroles que des airs, par une série d'adaptations du même type que celles des chansons populaires et folkloriques.
« Les spécialistes de l'histoire religieuse américaine du XIXe siècle décrivent la musique des camp meetings comme le produit créatif des participants qui, saisis par l'esprit d'un sermon ou prière particulière, reprenaient un court passage tiré d'une prédication en le chantant sur une courte mélodie, soit empruntée à une mélodie préexistante soit composée sur place. Chanté à plusieurs reprises, en changeant légèrement à chaque fois, le texte se transforme peu à peu en une strophe qui peut être facilement apprise par d'autres et mémorisée rapidement. »
« Le chant spontané est devenu une caractéristique marquante des camp meetings. Des couplets mal dégrossis et irréguliers étaient d'abord formés sur des phrases bibliques ou des paroles entendues, en les entremêlant librement avec des alléluias et d'autres refrains. Ces hymnes spontanés étaient souvent lancés pendant la prédication par un auditeur exalté et repris par la foule, jusqu'à ce que l'assemblée se dissolve dans une extase musicale générale, le plus souvent conclue par des échanges de poignées de main à la ronde. Parfois les chants étaient lancés par les prédicateurs, qui avaient un bon sens du rythme, sous l'effet de l'excitation de leur propre prédication et de l'agitation de son auditoire. Des hymnes ont également été composés en dehors de ces circonstances, et enseigné aux participants depuis la chaire. »
Ces chants ont été ensuite réunis dans divers recueils comme "la harpe sacrée" (Sacred Harp) et des dizaines d'autres moins connus. ils restent reconnaissables par la réutilisation et le réaménagement de certaines lignes de paroles de chansons, d'autres re-fixées à une nouvelle mélodie et contenant parfois de nouvelles paroles. Beaucoup de ces chants sont dans un format "appel et répons" : généralement, chaque ligne de parole est suivie par les mots "Glory Hallelujah!" (bien que d'autres expressions puissent être utilisées aussi), ce qui facilité la participation de l'auditoire. Par exemple, le chant de F. C. Wood, "Antioche 277" (1850), tiré du recueil Sacred Harp :

Je sais que mon rédempteur est vivant, Glory, Hallelujah!

Quel réconfort apporte cette douce phrase, Glory Hallelujah!

Criez encore, priez encore, nous gagnons du terrain, Glory Hallelujah!

Celui qui était mort est vivant et celui qui était perdu est retrouvé, Glory Hallelujah! 

Le compositeur américain du XXe siècle Charles Ives a utilisé le phénomène des camp meetings comme base métaphysique de sa Symphonie no 3, ce dont le titre de l’œuvre ne fait pas mystère. Il y a incorporé le matériau musical des hymnes religieux et des chansons populaires de la Guerre de sécession (qui sont étroitement liés aux chants des camp meetings). Cette œuvre n'a été créée qu'en 1946, près de 40 ans après sa composition, et a reçu le Prix Pulitzer de musique en 1947.

## Sources
En anglais (très peu de choses existent en français sur cette facette de l’histoire du protestantisme) :
- Brown, Kenneth O. Holy Ground, Too: The Camp Meeting Family Tree, édition revue et augmentée, Hazelton PA: Holiness Archives, 1997.
- Bruce, Dickson D., Jr. And They All Sang Hallelujah: Plain-Folk Camp-Meeting Religion, 1800-1845. Knoxville: University of Tennessee Press, 1974.
- Huttar, Charles A., and Joy Culbertson Huttar. Island Grove Camp Meeting: A Centennial History. Occasional Papers Ser. no. 5. Mifflintown PA: Juniata County Historical Society, 1999.
- Johnson, Charles A. The Frontier Camp Meeting: Religion's Harvest Time. Dallas: Southern Methodist University Press, 1955.University Press, 1987.
- Leigh Eric Schmidt, Holy Fairs: Scotland and the Making of American Revivalism, Éditeur: Wm. B. Eerdmans, 2001
- Weiss, Ellen. City in the Woods: The Life and Design of an American Camp Meeting on Martha's Vineyard, éditeur: Northeastern, 1998, New York et Oxford, 192 pages,  (ISBN 9781555533458)